# Филипьев, Пётр Васильевич
Филипьев Петр Васильевич — подполковник Александрийского гусарского полка.

## Биография
20 мая 1808 года награждён орденом Св. Георгия 4 класса «В воздаяние отличного мужества и храбрости, оказанных в сражении против французских войск 2 июня при Фридланде, где, командуя батальоном и когда неприятельская колонна с стремлением шедшая на помощь бывшим уже в атаке обратилась было ударить во фланг батальона, то, ободряя подчиненных, предупредил намерение неприятеля, поспешно бросился на него и, первый врубившись в сию колонну, опрокинул её с немалым успехом и обратил в бегство, тогда, пользуясь сим с большим мужеством, преследовал неприятеля и, нагнав его на плоте, положил при оном почти целый эскадрон, когда же приказано было армии перейти реку, способствовал подполковникам Ефимовичу и Лукьяновичу спасти оставшиеся 29 наших орудий с зарядными ящиками, которые вместе с ними прикрывал до Аленбурга».
Участвовал в Отечественной войне 1812 года.
Умер в 1827 году в звании подполковника в отставке.